# Đào Giang
Đào Giang (chữ Hán giản thể: 桃江县) là một huyện thuộc địa cấp thị Ích Dương tỉnh Hồ Nam Cộng hòa Nhân dân Trung Hoa. Huyện Đào Giang chủ yếu địa hình đồi núi. Huyện này có diện tích 2062 ki-lô-mét vuông, dân số năm 1999 là 819.381 người.. Mã số bưu chính là 413400.